# Odeska Wyższa Szkoła Artystyczna im. Mitrofana Griekowa
Odeska Wyższa Szkoła Artystyczna im. Mitrofana Griekowa (ukr. Оде́ський худо́жній фаховий ко́ледж імені Митрофана Грекова) – najstarsza instytucja edukacji artystycznej na Ukrainie, założona w 1865 w Odessie.

## Historia
Szkoła została powołana w 1865 z inicjatywy Towarzystwa Sztuk Pięknych, przy wsparciu elit intelektualnych i artystycznych miasta, w tym architektów, filantropów i przedstawicieli administracji carskiej. Wówczas funkcjonowała pod nazą Szkoła Rysunku Towarzystwa Sztuk Pięknych.
Z biegiem lat instytucja przekształcała się, zyskując rangę wyższej szkoły artystycznej i znaczenie w całym regionie południowej Ukrainy. Odgrywała istotną rolę w rozwoju edukacji artystycznej w Imperium Rosyjskim, a później w ZSRR i niepodległej Ukrainie. W 1924 została przemianowana na Odeski Technikum Sztuk Pięknych, a następnie otrzymała imię Mitrofana Griekowa – znanego malarza batalistycznego.
W okresie radzieckim uczelnia aktywnie uczestniczyła w kształceniu plastyków i dekoratorów, a także odgrywała ważną rolę w życiu kulturalnym regionu. Po odzyskaniu niepodległości przez Ukrainę kolegium przeszło kolejne reformy, w tym nadanie statusu instytucji państwowej oraz dostosowanie programów do europejskich standardów edukacyjnych.
Obecnie kolegium prowadzi kształcenie w zakresie malarstwa, rzeźby, grafiki użytkowej oraz projektowania środowiska artystycznego.
Uczelnia utrzymuje aktywne kontakty międzynarodowe, organizuje wystawy i konkursy, a jej absolwenci są laureatami prestiżowych nagród i aktywnie uczestniczą w życiu artystycznym Ukrainy i świata.